# Posiołok 3-go uczastka instituta imieni Dokuczajewa
Posiołok 3-go uczastka instituta imieni Dokuczajewa (ros. Посёлок 3-го участка института имени Докучаева) – wieś w Rosji, w rejonie tałowskim obwodu woroneskiego. W 2010 r. liczyła 359 mieszkańców.